# Cholan
Cholan ist ein polycyclischer aliphatischer Kohlenwasserstoff und gehört zu den Grundkörpern der Steroide. Es besteht aus einem tetracyclischen Grundgerüst mit drei anellierten Cyclohexanringen und einem anellierten Cyclopentanring. Es unterscheidet sich vom Gonan durch zwei zusätzliche Methylgruppen und eine 2-Pentylgruppe.
Es kann in zwei diastereomeren Formen vorliegen, 5α-Cholan und 5β-Cholan. 5α-Cholan wurde früher auch als Allocholan bezeichnet.

5α-Cholan
5β-Cholan